# Distretto di Mueang Chumphon
Il distretto di Mueang Chumphon (in thailandese: เมืองชุมพร) è un distretto (amphoe) della Thailandia, situato nella provincia di Chumphon, della quale è il capoluogo.